# ۱۰۶۹ (میلادی)

## رویدادها
- زمین‌لرزه جهرم. زمین لرزه‌ای در خورشان در نزدیک جهرم گویا باعث از دست رفتن آب قلعه شد، و از اینرو دفاع کنندگان آنرا واداشت تا درخواست صلح کنند.